# Robert Lindner (Schauspieler)
Robert Lindner (* 19. Juni 1916 in Wien, Österreich-Ungarn; † 6. Juni 1967 ebenda) war ein österreichischer Schauspieler.

## Leben
Lindner hatte nach Abschluss der Schauspielausbildung Engagements unter anderem am Wiener Kabarett ABC, in der Spielzeit 1937/1938 am Stadttheater Mährisch-Ostrau und von 1938 bis 1945 am Deutschen Volkstheater in Wien unter Walter Bruno Iltz. Dort spielte er unter anderem in Ludwig Anzengrubers Der Meineidbauer (1941), Hans Rehbergs Königin Isabella (1941), Friedrich Hebbels Demetrius (1942), Johann Karl Anders Fluglegende (1943) und G. B. Shaws Die heilige Johanna (1943, mit Inge Konradi, Regie: Günther Haenel, Bühnenbild: Gustav Manker). Von 1946 bis 1952 spielte er an den Wiener Kammerspielen und am Theater in der Josefstadt. 1952 wurde Lindner an das Wiener Burgtheater verpflichtet, dessen festes Ensemblemitglied er bis zu seinem frühen Tod 1967 war. Dort trat er in zahlreichen Rollen, meist im Rollenfach des eleganten Liebhabers, des noblen Herrn und des gepflegten Lebemanns auf.
So spielte er an der Burg beispielsweise 1959 den Graf Bühl in Hugo von Hofmannsthals Theaterstück Der Schwierige. Im Akademietheater trat er 1960 in der Titelrolle des Stücks Anatol von Arthur Schnitzler und 1964 dort an der Seite von Susi Nicoletti als Klavierlehrer Gustav Heink in dem grotesken Lustspiel Das Konzert von Hermann Bahr auf. Zu seinen weiteren Hauptrollen gehörte auch der Prinz in dem Theaterstück Der Schwan von Ferenc Molnár. Lindner überzeugte auch in kleineren Rollen und formte in diesen Rollen intensive Charakterporträts, so als Isolani in Wallenstein von Friedrich von Schiller und als vatikanischer Staatssekretär in Der Nachfolger von Reinhard Raffalt.
In den 1960er Jahren war er im österreichischen und deutschen Fernsehen mehrfach in Literaturverfilmungen, in Theateraufzeichnungen oder in Fernsehbearbeitungen von Theaterstücken zu sehen. 1962 spielte er die Rolle des Anatol, die zu Lindners darstellerischen Glanzrollen gehörte, auch in einer Fernsehinszenierung des Stücks unter der Regie von Otto Schenk. 1966 sprach er den Grafen in Arthur Schnitzlers Reigen für eine Schallplattenaufnahme unter der Regie von Gustav Manker. Seine letzte Fernsehrolle hatte Lindner 1966 an der Seite von Ingeborg Hallstein in der Operettenverfilmung Die Tänzerin Fanny Elßler.
Lindner spielte ab den 1940er Jahren auch in einigen wenigen Kinofilmen und Fernsehfilmen mit. Noch vor dem Ende des Zweiten Weltkrieges gab er sein Debüt als Filmschauspieler in dem Musikfilm Schrammeln. Ebenso spielte er in dem kurz vor Kriegsende fertiggestellten, im Salzkammergut gedrehten Film Am Abend nach der Oper. Nach dem Krieg wirkte er in den 1950er und 1960er Jahren auch in einigen eher oberflächlichen österreichischen Musikfilmen, Heimatfilmen und Komödien mit.
Robert Lindner war mehrfach auch als Sprecher bei Hörspielen des Österreichischen Rundfunks tätig, unter anderem zwischen 1957 und 1963 unter der Regie von Ferry Bauer als Titelheld in vier Staffeln der Hörspielserie Gestatten, mein Name ist Cox von Rolf und Alexandra Becker und 1966 als Graf in Der Reigen von Arthur Schnitzler in der Regie von Gustav Manker.
In Anerkennung für sein langjähriges Wirken als Schauspieler wurde Robert Lindner 1963 mit dem Titel Kammerschauspieler ausgezeichnet.
Kurz vor Mitternacht des 6. Juni 1967 brach Robert Lindner in der Wiener Stadthalle während des Boxeuropameisterschaftskampfes Orsolics – Rudhof (vermutlich infolge eines Herzinfarkts) tot zusammen.
Seine Grabstätte befindet sich auf dem Neustifter Friedhof (R-4-23) in Wien.

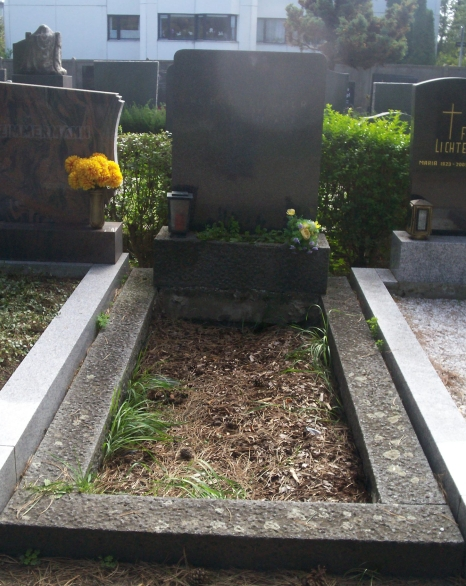
Grabstätte Robert Lindner auf dem Neustifter Friedhof

## Filmografie
- 1944: Schrammeln
- 1945: Am Abend nach der Oper
- 1948: Das andere Leben
- 1949: Das Siegel Gottes
- 1950: Der Seelenbräu
- 1950: Die Dritte von rechts
- 1952: Verlorene Melodie
- 1952: Ich hab’ mich so an Dich gewöhnt
- 1953: Die Regimentstochter
- 1956: Ein Mann für Jenny (TV)
- 1956: Zwischen Zeit und Ewigkeit
- 1961: Der Unbestechliche (TV)
- 1961: Mann im Schatten
- 1961: Staatsaffären (TV)
- 1961: Anatol (TV)
- 1961: Eine Illustrierte, bitte! (TV)
- 1962: Professor Bernhardi (TV)
- 1963: Die lustigen Vagabunden
- 1963: Alles gerettet (TV)
- 1964: Das Konzert (TV)
- 1965: Der Nachfolger (TV)
- 1966: Die Tänzerin Fanny Elßler (TV)
- 1966: Ein Bruderzwist in Habsburg (TV)